# Kung Fu Zohra
Kung Fu Zohra és una pel·lícula francesa dirigida per Mabrouk El Mechri i estrenada als cinemes francesos el 9 de març de 2022. Es va presentar en avançament al Festival de Cinema Mediterrani de Montpeller de 2021. S'ha doblat i subtitulat al català.
Mabrouk El Mechri va tornar a dirigir un llargmetratge gairebé deu anys després de The Cold Light of Day (2012). El rodatge va tenir lloc del 8 de juny al 31 de juliol de 2020, en particular als estudis d'Épinay i a l'Illa de França (sobretot a LePecq).

## Sinopsi
Convençuda que una ruptura trencaria el cor de la seva neta, la Zohra no pot deixar el seu marit Omar malgrat la violència que pateix i malgrat els consells de la seva amiga Binta. És llavors quan coneix un mestre de kungfu que li havia d'ensenyar a defensar-se i a lluitar.

## Repartiment
- Sabrina Ouazani: Zohra
- Ramzy Bedia: Omar
- Eye Haïdara: Binta
- Marie Cornillon: la mainadera
- Mira Rogliano: Zina
- Shue Tien: Chang
- Olivia Côte